# Kanton Moréac
 Moréac  is een kanton van het Franse departement Morbihan. Het kanton maakt deel uit van de arrondissementen Pontivy (7)
Vannes (16).

In 2020 telde het 34.547 inwoners.

Het kanton werd gevormd ingevolge het decreet van 21 februari 2014, met uitwerking op 22 maart 2015, met Moréac als hoofdplaats.

## Gemeenten
Het kanton omvatte 24 gemeenten bij zijn vorming.
Op 1 januari 2016 werden de gemeenten Le Roc-Saint-André, La Chapelle-Caro van dit kanton en de gemeente Quily uit het kanton Ploërmel samengevoegd tot de fusiegemeente (commune nouvelle) Val d'Oust. Het decreet van 7 november 2019 heeft dan de deelgemeente Quily overgedragen aan het kanton Moréac.
Sindsdien omvat het kanton volgende 23 gemeenten:
- Bignan
- Billio
- Bohal
- Buléon
- Caro
- Guéhenno
- Lizio
- Malestroit
- Missiriac
- Moréac   (hoofdplaats)
- Pleucadeuc
- Plumelec
- Ruffiac
- Saint-Abraham
- Saint-Allouestre
- Saint-Congard
- Saint-Guyomard
- Saint-Jean-Brévelay
- Saint-Laurent-sur-Oust
- Saint-Marcel
- Saint-Nicolas-du-Tertre
- Sérent
- Val d'Oust